# Гвіннетт (округ, Джорджія)
Шаблон:StateAbbr_ 33°58′ пн. ш. 84°02′ зх. д. / 33.96° пн. ш. 84.03° зх. д.
Округ Гвіннетт (англ. Gwinnett County) — округ (графство) у штаті Джорджія, США. Ідентифікатор округу 13135.

## Історія
Округ утворений 1818 року.

## Демографія
За даними перепису
2000 року
загальне населення округу становило 588448 осіб, зокрема міського населення було 573215, а сільського — 15233.
Серед мешканців округу чоловіків було 296749, а жінок — 291699. В окрузі було 202317 домогосподарств, 152296 родин, які мешкали в 209682 будинках.
Середній розмір родини становив 3,28.
Віковий розподіл населення поданий у таблиці:
| Стать    | До 15 років | 15-21 | 22-29 | 30-39 | 40-49 | 50-65 | 65-85 | Понад 85 |
| -------- | ----------- | ----- | ----- | ----- | ----- | ----- | ----- | -------- |
| Чоловіки | 71790       | 29243 | 37730 | 58605 | 49592 | 37030 | 12008 | 751      |
| Жінки    | 68162       | 24812 | 34452 | 57856 | 49944 | 37633 | 16743 | 2097     |

## Суміжні округи
- Форсайт — північ
- Голл — північний схід
- Джексон — північний схід
- Берроу — схід
- Волтон — південний схід
- Рокдейл — південь
- Декальб — південний захід
- Фултон — захід

## Виноски
1. ↑  U.S. Decennial Census. United States Census Bureau. Архів оригіналу за 12 травня 2015. Процитовано 22 червня 2014.
2. ↑  Historical Census Browser. University of Virginia Library. Архів оригіналу за 11 серпня 2012. Процитовано 22 червня 2014.
3. ↑  Population of Counties by Decennial Census: 1900 to 1990. United States Census Bureau. Архів оригіналу за 2 лютого 2019. Процитовано 22 червня 2014.
4. ↑  Census 2000 PHC-T-4. Ranking Tables for Counties: 1990 and 2000 (PDF). United States Census Bureau. Архів оригіналу (PDF) за 18 грудня 2014. Процитовано 22 червня 2014.
5. ↑  State & County QuickFacts. United States Census Bureau. Архів оригіналу за 24 червня 2011. Процитовано 22 червня 2014.
6. ↑  American FactFinder. Бюро перепису населення США. Архів оригіналу за 21 травня 2008. Процитовано 31 січня 2008.

| США | Це незавершена стаття з географії США. Ви можете допомогти проєкту, виправивши або дописавши її. |